# Нокс, Джон (художник)
Джон Нокс (англ. John Knox; 1778—1845) — шотландский художник-пейзажист.
Писал картины в стиле Александра Нэсмита. Был известен тем, что выбирал необычные позиции,  с которых можно рисовать, например, горные вершины.

## Биография
Родился в 1778 году в семье отца-тёзки Джона Нокса.
В 1799 году вся семья переехала в Глазго. 
Сначала стал известен с 1810 года как художник-портретист Джон Нокс младший, проживающий на 34-й Miller Street.
Также занимался преподавательской деятельностью, в числе его учеников был Горацио МакКаллох. Вместе с учеником МакКаллоха — Дэниэлом Макни, втроём переехали в город Камнок, а затем в 1825 году в Эдинбург.
Умер в 1845 году.

## Творчество
Стал художником-пейзажистом, создал ряд работ, некоторые из них находятся в Glasgow Art Gallery и в эдинбургском National Museum of Scotland.

Некоторые работы
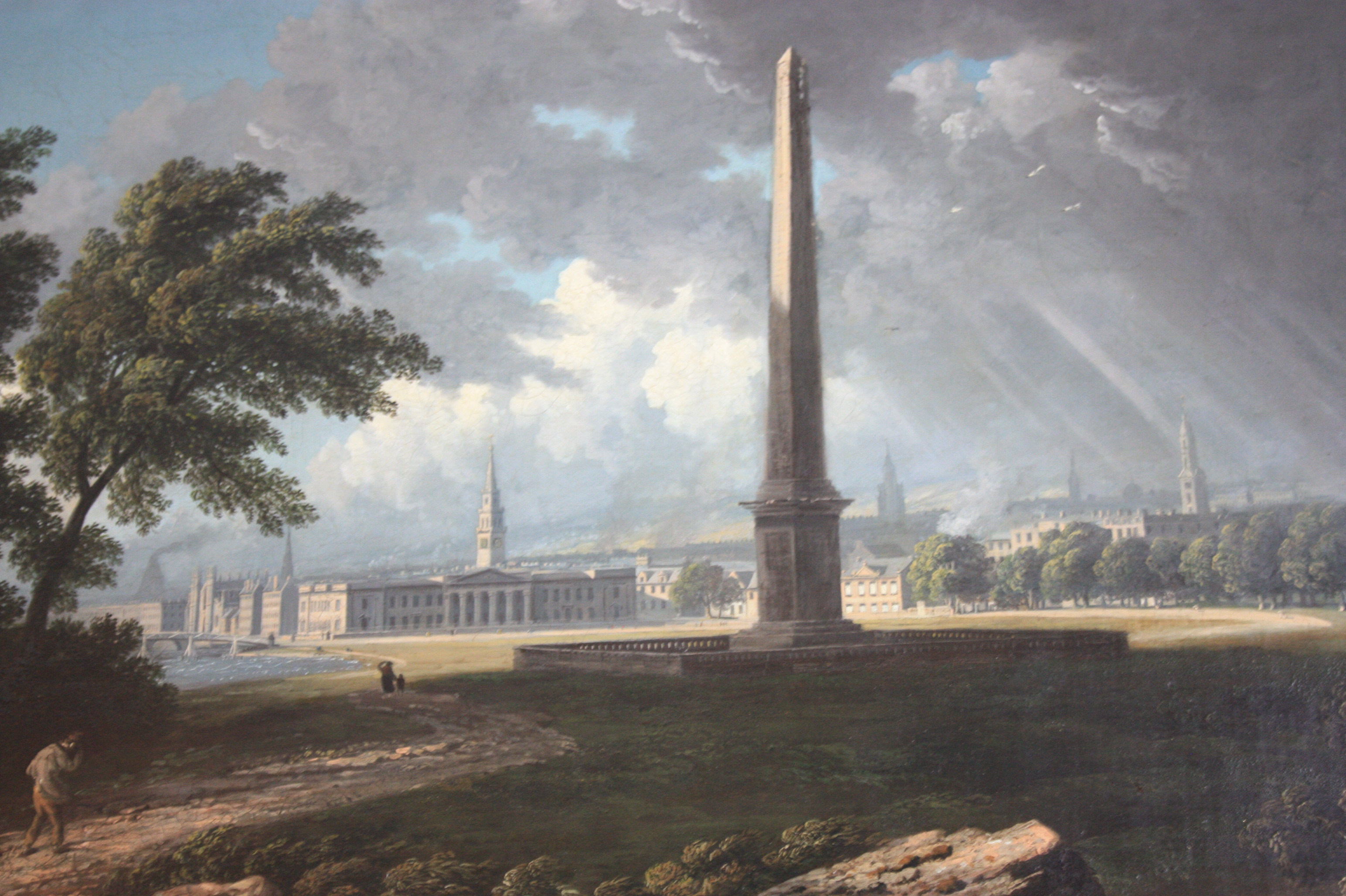
Памятник Нельсону в парке Glasgow Green
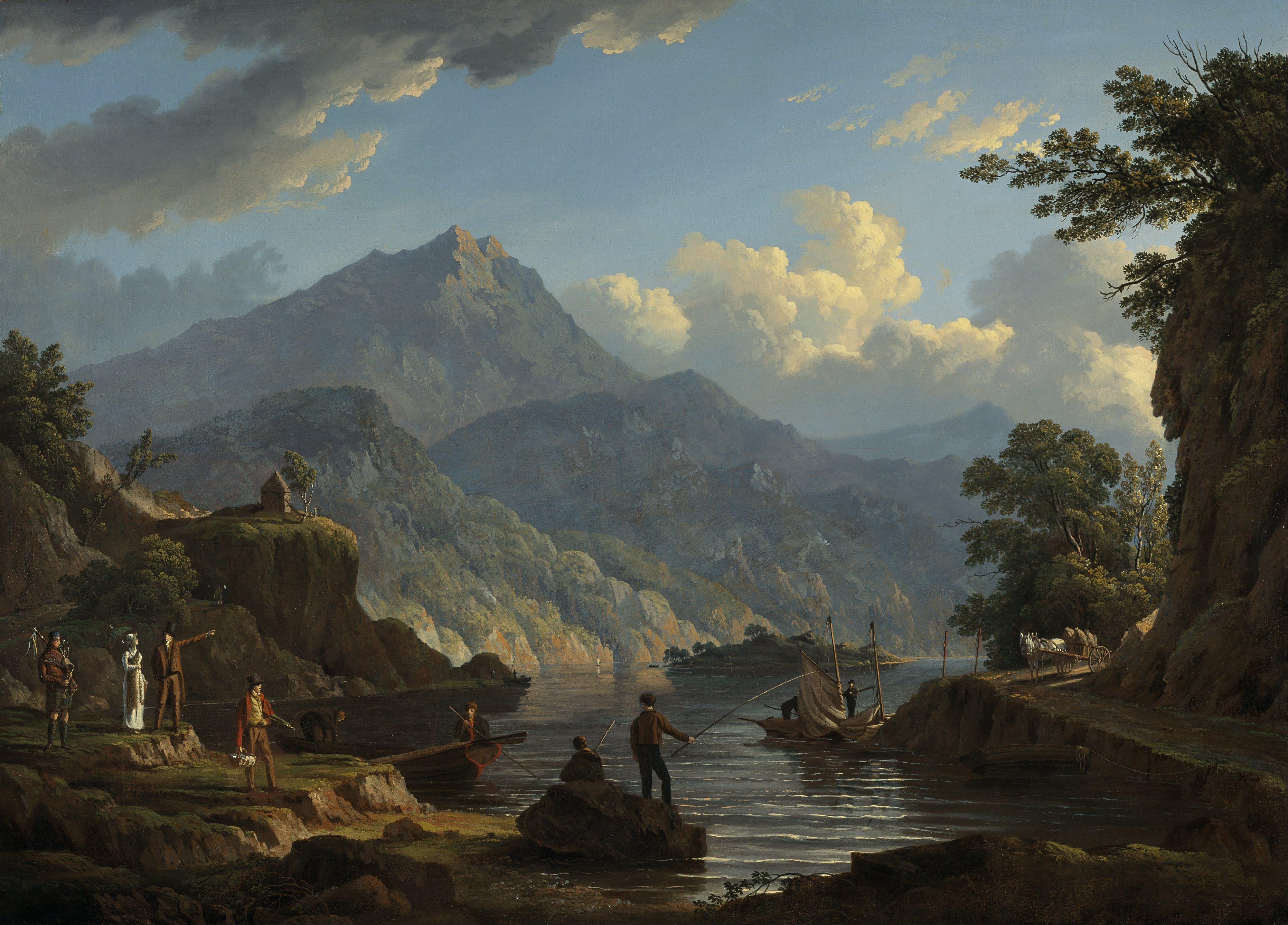
Вид туристов на озере Loch Katrine
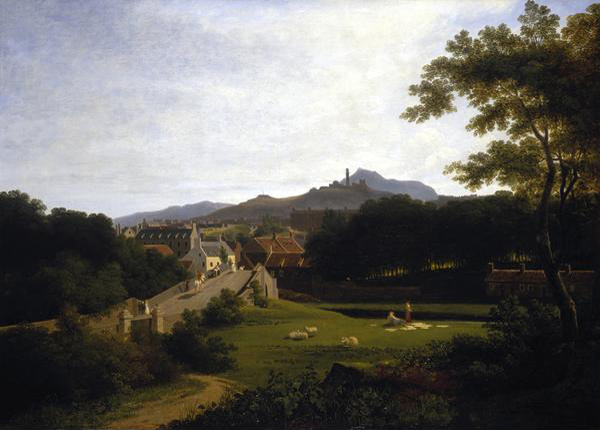
Вид Эдинбурга с Canonmills